# Mesochorus cyparissiae
Mesochorus cyparissiae är en stekelart som beskrevs av Schwenke 2002. Mesochorus cyparissiae ingår i släktet Mesochorus och familjen brokparasitsteklar. Inga underarter finns listade i Catalogue of Life.